# Camillo Cucca
Camillo Cucca (Brusciano, 28 ottobre 1829 – Napoli, 10 marzo 1893) è stato un medico italiano.

## Biografia
È stato un medico e ufficiale italiano, noto per il suo rilevante contributo nel campo medico e militare durante il periodo di transizione tra il Regno delle Due Sicilie e il nascente Regno d'Italia.
Dopo aver completato gli studi di medicina presso l'ateneo napoletano, si unì alla Marina del Regno delle Due Sicilie nel 1859 con il grado di medico di corvetta. Durante l'assedio di Gaeta (1860-1861), si distinse per il suo coraggio e dedizione, offrendo assistenza medica a bordo della cannoniera a elica Confienza, della Marina sarda, nonostante l'intenso fuoco nemico. Questo atto di eroismo gli valse la medaglia d'argento al valore militare.
Con l'unificazione italiana, Cucca entrò nella Marina unitaria e avanzò nei ranghi. Fu coinvolto nella prima circumnavigazione del globo di una nave italiana, la Piro Corvetta Magenta, dal 1865 al 1868. Durante questa spedizione, Cucca dimostrò la sua competenza medica e la sua dedizione nel trattare malattie contagiose che colpirono l'equipaggio. Il suo impegno nel garantire la salute dei marinai fu ampiamente riconosciuto.
Successivamente, Cucca assunse importanti incarichi medici all'interno della Marina. Nel 1877 e nel 1884, durante un'epidemia di colera a Napoli, si distinse per il suo servizio nella cura e nell'assistenza alla cittadinanza. Questo gli valse la medaglia di bronzo di benemerenza alla salute pubblica.
La sua carriera culminò con il ruolo di ispettore medico e capo della sanità militare marittima. Tuttavia, la sua dedizione al servizio gli costò la vita. Nel febbraio 1893, visitò l'Ammiraglio Saint Bon, malato di broncopolmonite, e ne contrasse la malattia, morendo il 10 marzo dello stesso anno.

## Eredità culturale
Camillo Cucca è stato riconosciuto per la sua eredità di dedizione alla medicina e al servizio militare. Nel 1917, l'ospedale militare marittimo principale di Napoli fu intitolato in suo onore. La sua figura storica rappresenta un esempio di coraggio e sacrificio nel contesto medico e militare del suo tempo, e la sua memoria continua a essere commemorata come parte integrante della storia di Brusciano e del patrimonio italiano.